# Semén Seménchenko
Semén Íhorovych Seménchenko, (en ucraniano: Семен Ігорович Семенченко; n. 6 de junio de 1974, Sebastopol) – militar ucraniano, figura política y pública. Diputado popular de Ucrania de la VIII Convocatoria de la facción "Samopomich". Primer Vicepresidente de la Comisión de Seguridad Nacional y Defensa de la Rada Suprema de Ucrania, miembro de la Unidad de Relaciones Interparlamentarias con cuatro países, comandante del segundo Batallón de operaciones especiales “Donbás“, Primera Brigada Operacional de la Guardia Nacional de Ucrania, formada por voluntarios, comandante de la Reserva de la Guardia Nacional de Ucrania.

## Biografía
Nació el 6 de junio de 1974 en la ciudad de Sebastopol, donde obtuvo la educación secundaria en las escuelas N.º 3 y N.º 22. Después de esto, ingresó a la Escuela superior militar marina Najímov de Mar Negro, y posteriormente el año 1993 se transmitió a la facultad de finanzas de la Universidad nacional técnica de Sebastopol. Había también anuncios en prensa que decían que, desde el año 2006 hasta el 2008, Seménchenko obtuvo la segunda educación superior de director de cine. Como indicó Semenchenko en su autobiografía del cantidato en Diputados populares de Ucrania:

"Desde la juventud empecé a desarrollar las cualidades volitivas, coraje y resistencia, por lo que fui a estudiar a la Escuela superior militar marina Najímov de Mar Negro. En 1993, después de que quedó claro que no podía ingresar a la flota, decidí obtener una especialidad civil. A principios de los años 90, la profunda comprensión de los procesos económicos que tuvieron lugar en Ucrania y en el mundo fue el conocimiento más actual y demandando. Me trasladé a la Universidad nacional técnica de Sebastopol a la Facultad de Finanzas. Fue aquí donde obtuve la educación financiera que pude aplicar en el año 1998, cuando decidí cuidar mi propio bienestar y el bienestar de mis familiares y seres queridos.".

Desde el año 1998 hasta el 2001, trabajó como redactor jefe del periódico “Sevastópolskyi vísnyk”.
En el año 2001, se hizo director de la empresa privada PP “Centro de iniciativas socio-económicas civiles” (c. Sebastopol).
Según decía Semen Semenchenko, se dedicaba a la actividad empresarial en el sector de telecomunicación en calidad de distribuidor de la compañía “Viasat”.
Tomó parte activa en la vida civil de la sociedad: en los años 1990 “fue el redactor de dos periódicos, luego – jefe del fondo benéfico y un par de organizaciones cívicas”. El miembro del comité ejecutivo de la Organización Cívica “Movimiento popular de renacimiento socio-económico y espiritual”.
Semenchenko está casado con Nataliia Oléhivna Moskovets y tiene tres hijos.

### Cuestión de nombre real

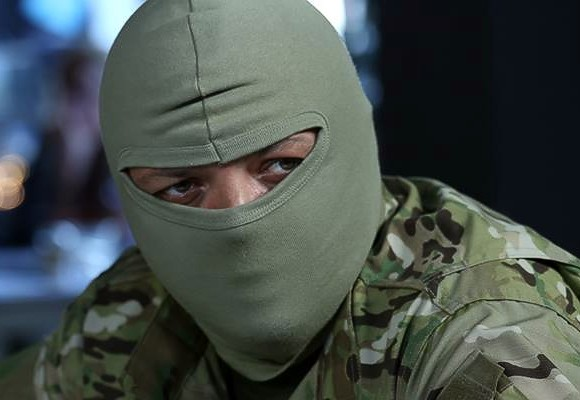
Until 1 de septiembre de 2014, Semén Seménchenko was always photographed while wearing a balaklava

Durante un largo período de tiempo en las entrevistas a diferentes casas editoriales Semen Semenchenko iba contando, que Semen Semenchenko es su seudónimo, que su nombre real fue completamente diferente, pero actualmente en el pasaporte su nombre es Semen Semenchenko y será su nombre para la vida posterior.
Desde el mes de enero de 2014, en todas las medidas públicas Seménchenko iba vestido con la pasamontañas, justificándolo con lo que procedía de Donbás y que se preocupaba por la vida y salud de sus familiares, si los partidarios de la República Popular de Donetsk pudieran identificarlo. Quitó su pasamontañas el 1 septiembre.
En la entrevista a “TSN” del octubre de 2014, le preguntaron si sabían sus parientes, que él fue Seménchenko, cuando llevaba la pasamontañas (y se eligió dicho seudónimo), Semen contestó: “Claro que sí”.
En el programa “Insider” en el canal de la televisión ucraniana "ICTV” el 10 de octubre de 2014 Semenchenko confirmó por primera vez, que antes de cambiar el nombre en dicho seudónimo, llevaba el nombre de Kostiantyn Hryshyn.

## Actividad política
Participó en el Primer y Segundo Maidán.
En las elecciones parlamentarias del año 2014, el comandante Semenchenko decidió correr desde el partido político de Andriy Sadovyi, alcalde de Lviv — “Asociación “Samopómich”.
El 12 de septiembre de 2014, se publicaron las listas calificativas de “Samopómich”, en las que el comandante figuraba bajo el número 2, y Andriy Sadovyi ocupaba el número 50. En un programa del canal “Espresso.TV”, el comandante explicó de la siguiente manera su decisión de entrar a la “gran política”:

"Hay cosas que se tienen que hacer precisamente ahora antes de las elecciones al Gobierno. En primer lugar es la situación con los heridos, prisioneros, con las personas fallecidas. Las situaciones más frecuentes son cuando las personas que caen en cautiverio tardan mucho tiempo en ser liberadas. Hay una gran cadena de aprobaciones. Creo que según los Protocolos de Minsk, estas personas ya deberían ser libres. Ahora vamos a organizar lentamente la presión pública. Sin gritar, sin mítines junto con las madres y esposas. Para que nos hicieran saber cómo está sucediendo esto.".

Uno de los elementos del programa de Semenchenko fue el desarrollo de la "Organización Militar Ucraniana", que movilizaría el público para promover el proceso de formación de un sistema de defensa territorial unido en Ucrania. Como dijo Semenchenko:

"Es un sistema de entrenamiento de personas, selección de personas por motivación. Detrás de ellos no correrán madres y esposas gritando "devuélvanos a nuestros hijos". Estas son personas mayores que ya lo hayan decidido por sí mismas y tienen motivación para defender a su Patria. Muchos no tienen la capacidad de reponer los batallones, el ejército. Ellos irán a las tropas de defensa territorial en su región.".

Su visión del futuro de Ucrania como el objetivo final de su actividad política el comandante Semenchenko la formuló de la siguiente manera:

"Nuestra Ucrania de sueño es un estado libre, independiente, que se regirá por las leyes, que permitirán a la gente a conseguir resultados en su vida de acuerdo con sus habilidades, sin contar con las relaciones familiares y protección. La guerra terminará, cuando el estado se haga fuerte, y la sociedad se convierta en el ámbito de justicia.".

El 9 de febrero de 2015 de acuerdo con el orden del Presidente de Ucrania, Semén Seménchenko transfirió las facultades del comandante de batallón  “Donbás” a Anatolii Vynohradskyi, pero como el fundador de batallón sigue siendo su comandante de honor.
El 17 de abril, Semén Seménchenko junto con Yehor Sóbolev visitaron Mariúpol con la inspección de instalaciones de fortificación en la entrada de la ciudad. En el proceso de la supervisión se detectaron infracciones en la construcción y fortalecimiento de las posiciones de militares ucranianos.
A principios de junio, Semén Seménchenko junto con los veteranos de batallón  “Donbás” inspeccionó las estaciones de paso a Crimea y de Crimea. En cada una de dichas estaciones se detectaron aproximadamente 500 camiones por día con todo tipo de productos:

"Los propietarios de dichos camiones no pagan nada al presupuesto, y llenan los bolsillos de las personas, que lo controlan todo, porque no sería posible realizarlo sin tener protección de los superiores. Por ejemplo, el asunto de defraudación de combustible en Ucrania durante el período de gobierno de Yanukovych, fue controlado por su hijo, y actualmente no se sabe, pero como mínimo, esto pasa a nivel de la Administración del Presidente.".

### Actividad del diputado popular
Después de obtener herida y la obvia traición del más alto mando militar en Ilovajsk, Semenchenko toma la decisión de la participación en las elecciones al Consejo Supremo. El 27 de noviembre de 2014, se convierte en diputado popular de la VIII convocatoria de la facción de "Samopomich" y comienza a trabajar en la Comisión Parlamentaria de Seguridad Nacional y Defensa en el cargo del Primer Delegado.
La actividad legislativa del diputado en la mayoría tiene como objetivo proteger los derechos de los militares y voluntarios, el tema de los territorios de Ucrania temporalmente ocupados por la Federación Rusa y la seguridad nacional y la defensa del estado.

### Reelecciones en Kryvyi Rih
El 22 de noviembre de 2015 Semen Semenchenko junto con el diputado popular Yehor Sobolev encabezaron el movimiento de protesta de miles de personas contra la falsificación de elecciones en Kryvyi Rih, iniciaron el movimiento del "poder popular" en la ciudad y crearon una "guardia pública". Sus acciones resultaron en la creación de una comisión temporal ad hoc de la Rada Suprema de Ucrania, que llevó a cabo la investigación y reconoció que las elecciones estaban amañadas.
El 23 de diciembre la Rada Suprema estableció la fecha de celebración de la elección extraordinaria del alcalde de la ciudad de Kryvy Rih para el 27 de marzo de 2016.
Para la elección extraordinaria del alcalde de la ciudad de Kryvyi Rih se propuso la candidatura de Semen Semenchenko, el iniciador de la propuesta, en particular, fue el excandidato de dicho cargo Yurii Myloboh.
Según los resultados de la elección extraordinaria del 27 de marzo de 2016 Semen Semenchenko obtuvo casi 11 % de votos, que son 50 % más, que Yurii Myloboh en el primer turno (31.000 en comparación con 20.000). Yurii Vilkul obtuvo 209.469 votos (74,18 %). Ninguno de los demás candidatos no consiguió más de 5 % votos. Semenchenko considera que este resultado, obtenido solo por tres semanas, es maravilloso, teniendo en cuenta que el intento de demonizarlo durante la campaña electoral, aunque en la entrevista destacó un par de infracciones, que no tuvieron reacción ni de la Fiscalía General, ni de la Policía. Dichas infracciones incluyeron el intento de la incitación a la diferencia nacional mediante los anuncios:

"Somos nosotros que elegimos al alcalde, y ellos conquistarán la ciudad”, “Vendrá Samopomich y hará su propio orden.".

### Opinión acerca de los Protocolos de Minsk
En junio de 2014 junto con los militares de batallón “Donbás” llegaron a la Administración del Presidente con una protesta de introducción de paz con los separatistas y decisión de aprobación del estado militar.
En el año 2015 Semenchenko y batallón “Donbás” en la ciudad de Shyrokine exigieron la cancelación de desmilitarización. En septiembre de 2015 Semenchenko presentó un denuncia a la Fiscalía General de Ucrania de que el presidente de Ucrania hizo presión sobre él, para que dejara de hacer propaganda de los cambios de Constitución, porque de lo contrario se presentará un caso penal con el mismo.
Organizó la campaña contra los cambio de la Constitución en la parte de “estatus especial de Donbás”.
Declaró la necesidad y disponibilidad de vías alternativas a Protocolos de Minsk. Luego fue el coautor de la ley, que podría ser una alternativa de los Protocolos de Minsk.

## Premios y honores
El 19 de agosto de 2014, después de las batallas por Illovaisk el Presidente Poroshenko indicó:

"Acabo de hablar con Semen Semenchenko. Su valentía, resistencia y fuerza de espíritu del comandante son un ejemplo para todos. Fue solo unas horas después de la operación, ¡y ya dijo que estaba listo para defender a Ucrania de los enemigos! Estoy orgulloso de Semen y los muchachos de su batallón “Donbás” ¡Son verdaderos héroes! ¡Gloria a Ucrania!".

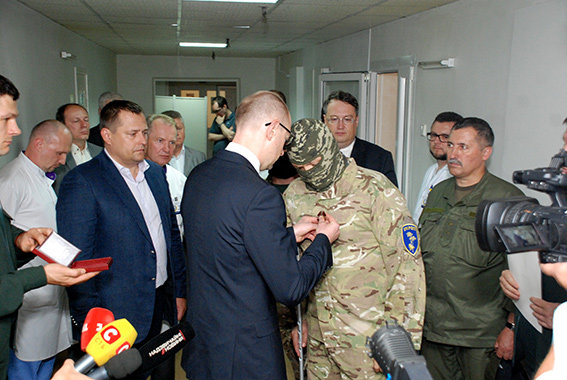
Prime Minister of Ukraine awards Semen Semenchenko by Bohdan Khmelnytsky Order

El 21 de agosto de 2014 a base del orden del Presidente de Ucrania Petro Poroshenko el comandante de reserva Semen Semenchenko fue premiado “por valentía y heroísmo personal en la protección de la soberanía estatal e integridad territorial de Ucrania, lealtad al juramento militar, alto desempeño profesional del servicio oficial” con el orden de Bohdan Khmelnytskyi del III grado. Fue destacado por los méritos de combate durante la liberación de las ciudades de Artemivske, Popasna y Lysychansk. El 1 de septiembre de 2014 este orden le fue entregado junto con arma de fuego Makarov PM del jefe del Servicio de Seguridad de Ucrania.
Así mismo, Semenchenko fue premiado con el honor alentador sectorial del Ministerio interior de Ucrania “Arma de fuego” — con arma de fuego de nombre con el derecho de uso de pistola Fort-17 de producción nacional. En la ceremonia oficial de premiado en el hospital provincial Mechnykov de Dnipropetrovsk, cuyo participante fue el primer ministro actual de Ucrania Arsenii Yatseniuk, Semenchenko por primera vez quitó su pasamontañas en público.
El 22 de julio de 2015, en el primer aniversario de liberación de la ciudad de Popasna de los terroristas, la Administración distrital de la provincia de Luhansk entregó a Semen Semenchenko la medalla “Por los méritos ante el distrito de Popasna”.

## Actividad internacional
Semen Semenchenko es el miembro del grupo de relaciones interparlamentarias con Estados Unidos, República de Irak, República Islámica de Afganistán, República de Colombia.
El 14 de septiembre de 2014 Semen Semenchenko, formando parte de la delegación de “Organización militar ucraniana” llegó a Estados Unidos, donde tuvo un encuentro con los miembros del Congreso, representantes del Pentágono, comunidad estadounidense y diáspora ucraniana.
Se discutieron las formas de apoyo de Estados Unidos en la creación de un sistema de defensa territorial en Ucrania.
El 12 de noviembre de 2014 Semen Semenchenko, Andrii Teteruk y Yurii Bereza se reunieron en Fráncfort (Alemania) con el Jefe de la Oficina de Apoyo Consular de Ucrania - Polova Alla Valentynivna.
En dicha reunión se discutieron los asuntos de apoyo voluntario a los militares de la operación antiterrorista y se compartieron las opiniones de las posibles perspectivas de colaboración. Así mismo, Semenchenko abordó el tema urgente de proporcionar a las víctimas de las operaciones de combate de Ucrania de las prótesis cualitativas.
Así mismo, Semenchenko viajó a EE. UU. con una visita a los centros de formación militar para conseguir el acuerdo acerca de la formación militar.
El 13 de noviembre de 2014 Semen Semenchenko con la delegación llegó a EE. UU. con el objetivo de discutir con los representantes del Congreso la prestación de apoyo militar a Ucrania.
El 27 de septiembre de 2018 Semen Semenchenko tuvo una visita laboral a la República Islámica de Afganistán, tuvo un encuentro con los diputados del Parlamento como participante del grupo de amistad interparlamentaria con la República Islámica de Afganistán, Ministro de asuntos internos de la República Islámica de Afganistán Wais Ahmad Barmak, adjunto de Ministro de defensa Abdul Jay Rauf.

## Actividad pública
A mediados de febrero de 2015 a iniciativa de Semen Semenchenko se estableció la organización benéfica nominal "Fundación Semen Semenchenko." Las direcciones principales del fondo han sido re-socialización de los voluntarios militares, asistencia para el tratamiento y la rehabilitación, prestación de ayuda a soldados y sus familias debido a la difícil situación financiera.
El 18 de febrero en Dnipropetrovsk, ya siendo el diputado popular, excomandante del batallón “Donbás” Semen Semenchenko, subcomandante del Corpus voluntario ucraniana Valentyn Manko y comisario del batallón "Kryvbas" Mykola Kolesnyk anunciaron la creación de la sede central de los batallones de voluntarios como el centro de coordinación para el intercambio de datos de reconocimiento, que informaría al Presidente de Ucrania. La sede central fue encabezada por siete comandantes, entre ellos Semen Semenchenko y el líder de “Pravyi Sektor” Dmytro Yarosh.
Se dedicó a la actividad pública en el cargo del jefe de comité ejecutivo de la Organización cívica “Movimiento nacional de renacimiento socio-económico y espiritual”.
Fue el redactor de dos periódicos “Sevastopolskyi visnyk” y “Nasha sevastopolska pravda”.

### Apoyo a voluntarios
Semen Semenchenko realiza una actividad pública muy activa, destinada al abastecimiento de derechos e intereses legítimos de los voluntarios, en particular, su actividad está destinada a la prevención de la búsqueda ilegal de voluntarios, la captura de combatientes de batallones de voluntarios para la fianza y la participación en los tribunales, a fin de proporcionar apoyo y protección a los combatientes.
Semen Semenchenko participó en acciones de protesta en defensa del fundador y luchador del batallón "Aidar" Valentyn Likholit (llamado "Batya"). Gracias a las acciones activas, el Tribunal de Apelaciones de Kiev liberó al soldado Valentyn Likholit bajo fianza de los diputados de la Rada Suprema - Semen Semenchenko y otros.
Semen Semenchenko también asistió y garantizó el apoyo y protección de intereses de NABU (Oficina Anticorrupción de Ucrania) en el tribunal del barrio municipal de Solomianskyi de la ciudad de Kiev, donde NABU acusó al fiscal militar de la zona de operación antiterrorista Konstiantyn Kulik en el enriquecimiento ilegal.

### Participación en el proceso de lustración
En enero de 2015, Semen Semenchenko, junto con Yegor Sobolev y otros, acusaron al juez del Tribunal Administrativo Regional de Járkov de haber tomado una sentencia que "no cumplía con la voluntad del pueblo". A pesar de que en ese momento, la decisión no fue abolida en una apelación, Semenchenko amenazó al juez, comentando el curso del caso en las redes sociales. Las amenazas de Yegor Sobolev ("los jueces volarán por las ventanas") y Semen Semenchenko se convirtieron en el tema de una Carta abierta del Consejo de Jueces de Ucrania sobre un ataque a la vida y la salud de los jueces. Posteriormente, el demandante rechazó la demanda "debido a la existencia de un peligro para los jueces", por lo que la decisión del tribunal de primera instancia no ha recibido una evaluación en la apelación.
A su vez, Semen Semenchenko expresó su posición sobre esta situación:

"Es necesario que la ley actúe. Si hay una ley "De la purificación del poder", los jueces con sus decisiones no pueden reemplazar la voluntad del pueblo. Si lo hacen, eso significa, que tienen que estar castigados: "Como no tenemos una oficina anticorrupción o sanciones para jueces y fiscales, actuaremos de manera creativa: palabras extremadamente alentadoras, legales y amables, y si es necesario con un basurero"".

### Cuerpo interno de batallón “Donbás”
Después de la desmovilización de la mayoría del cuerpo de Batallón de operaciones especiales "Donbás" de la Guardia Nacional de Ucrania en reserva en el año 2016, varias docenas de voluntarios del batallón participaron en la campaña ante el tribunal del barrio municipal de Pecherskyi de la ciudad de Kiev, donde cientos de activistas y veteranos se reunieron para la liberación de Valentyn Likholit.
En aquel entonces, encabezados por el comandante de honor de batallón “Donbás” Semen Semenchenko y el segundo comandante de batallón “Donbás” Anatolii Vinohrodskyi, forman el Cuerpo interno de batallón “Donbás” como la organización cívica, formada por combatientes desmovilizados del batallón para participar y llevar a cabo actividades dirigidas a la protección de la población de actos ilegales de “Titushki”, organismos policíacos y lucha contra la corrupción.
En verano de 2016 el Cuerpo interno participó en múltiples campañas contra las construcciones ilegales en Kiev, celebró acciones de detección de lugares de venta de alcohol falsificado.
En primavera de 2016 en Kiev se produjo la activa oposición a “Titushki” de parte de los veteranos de la operación antiterrorista, por lo que las filas de la organización se llenaron por voluntarios veteranos de otras unidades, así como por las tropas regulares de las Fuerzas Armadas de Ucrania y Guardia Nacional de Ucrania.
En junio y julio el Cuerpo interno de Batallón “Donbás” con apoyo de Semen Semenchenko participó en las medidas de anti-incursión a petición de la población de la provincia de Kirovohrad, que habían enviado a sus diputados varias peticiones y cartas. De tal manera, en la población de Berezhynka, donde los delincuentes conquistaron una empresa agrícola local, los activistas de la organización prestaron su apoyo a la población para poder proteger a la población local en el caso de ataque de “Titushki”. Esto provocó varias reacciones de organismos policíacos y a Berezhynka fueron enviados aproximadamente 250 empleados del Ministerio interior, es decir: el cuerpo de la subdivisión de la policía de patrulla, subdivisión de policía de operaciones especiales (KORD) de las tres provincias, de la subdivisión de cinología de policía, de Guardia Nacional. Hubo detención injustificada de activistas de la Organización cívica Cuerpo Interno del Batallón “Donbás", se utilizaron medidas especiales (porras de goma, bandas, cartuchos de gas, extintores y perros). Los activistas recibieron numerosos golpes y lesiones, y varios tuvieron que ser hospitalizados. Los campesinos también sufrieron de la influencia física. Sobre el hecho de exceder sus deberes oficiales, se abrió una causa penal por la Fiscalía de Kropyvniyskyi.

## Participación en operación antiterrorista — batallón “Donbás”

### Participación en los acontecimientos de Donetsk (febrero – mayo de 2014)
A principios de marzo de 2014, cuando los sentimientos separatistas estallaron en Donetsk, se creó Samooborona (Autodefensa) de Donbás para proteger mítines pro-ucranianos en respuesta a los llamamientos a la creación de la llamada República Popular de Donetsk. El jefe de policía de la provincia de Donetsk, el mayor general Román Románov, entregó los poderes a los separatistas, y el líder del estado de ánimo prorruso en Donbás, Pavel Gubarev se hizo cargo de la construcción de la administración regional de Donetsk, lanzando partidarios del "mundo ruso".
El jefe de la Sede de Samooborona fue Semen Semenchenko, quien junto con otros activistas pro-ucranianos, se opuso a los separatistas. El propio Semenchenko estuvo presente en uno de los mítines, organizados por los "hubarivtsi", que recopilaba información sobre el estado actual de las cosas. Informó sobre esto a los líderes del estado en Kiev, pero no hubo reacción.
Durante el mes de marzo, Samooborona de Donbás luchó contra la información errónea y propaganda prorrusa, que comenzó a ser implementada activamente por los medios de comunicación oligárquicos rusos.
El 13 de marzo, Samooborona custodiaba un mitin por Ucrania en Donetsk, a pesar de que el jefe de la Sede de Samooborona advirtió sobre posibles consecuencias fatales para sus participantes. Obviamente, al final de la redada, la policía retiró la guardia y la inmensa mayoría de los mercenarios prorrusos participaron en la masacre sobre los activistas ucranianos. Docenas de personas recibieron numerosas cicatrices, lesiones y heridas de cuchillo. Debido a tal maniobra de la policía, murió el activista ucraniano Dmytro Chernyavskyi.
En 10 días, una editorial de Rinat Ajmétov organizó un ataque informativo, acusando a la dirección de Samooborona de Donbás de que parecía haberse escapado de la escena de los acontecimientos. En el futuro, esta propaganda especial se repetirá más de una vez.
A pesar de la pérdida debido a las heridas de un gran número de participantes de sus filas e intento de pelearles entre sí, Samooborona de Donbás iba poco a poco recuperando sus fuerzas. Recolectó fondos para los heridos y lesionados, organizó la protección legal de sus activistas. Una evacuación de la población civil comenzó en Donetsk, y Samooborona, representada por 10 personas, comenzó a solicitar del jefe de la provincia de Donetsk ayuda en la movilización a las tropas ucranianas, pero esto fue denegado. Entonces la gente comenzó a unirse en grupos ilegales de contraataque. Samooborona de Donbás tomó la decisión de crear su formación militar y tener su sede en la provincia de Dnipropetrovsk.
Entonces la gente comenzó a unirse en grupos ilegales de contraataque. Samooborona de Donbás tomó la decisión de crear su formación militar y tener su sede en la provincia de Dnipropetrovsk. Se empezaron a crear los grupos voluntarios, fondo benéfico de batallón, los ucranianos de todo el país enviaron ayuda y transfirieron activos para el abastecimiento técnico-material de la nueva subdivisión. El nuevo batallón se basó en la provincia de Dnipropetrovsk. A sus filas se invitaron los ciudadanos que tenían armas oficialmente registradas. Sin embargo, la depuración de voluntarios continuaba siendo saboteada.

### Período de Guardia Nacional
A mediados de abril de 2014, para la lucha contra los militantes de la autoproclamada República Popular de Donetsk, Semenchenko formó un destacamento de milicias nacionales de los ciudadanos ucranianos en la provincia de Donetsk, que propuso llamar batallón "Donbás". Sin embargo, los líderes de la administración estatal provincial de Donetsk no apoyaron la iniciativa de Semenchenko. Por lo tanto, los activistas fueron reubicados en el territorio de la provincia vecina de Dnipropetrovsk, donde gracias al apoyo de su liderazgo pudieron formar su unidad en el estado de la compañía del batallón Donbás. Como dijo Semenchenko: "Nos enfrentamos a una seria oposición en nuestra provincia. El gobernador, estando de acuerdo con las palabras, no hizo nada. Solo en la zona vecina pudimos formarnos”.

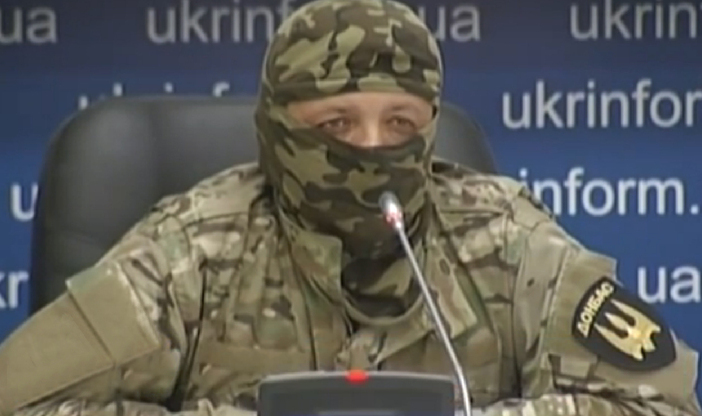
Semen Semenchenko calls on television to fight the aggressor

El 28 de abril el Comandante de la subdivisión Semen Semenchenko escribió una carta abirta al Ministro de asuntos internos Arsen Avakov, donde le rogaba a tomar una decisión "de involucrar ampliamente a los patriotas de Ucrania para resolver la situación actual, promover la creación de grupos de voluntarios, coordinar con la Guardia Nacional y facilitar armas de inmediato".
El 1 mayo, batallón “Donbás” encabezado por su comandante Semen Semenchenko participó en la primera operación de captura y destrucción de los puestos de bloqueo de los mercenarios rusos. El batallón "Donbás" destruyó con éxito el puesto de bloqueo separatista en Krasnoarmiysk. Se incautaron tres fusiles de asalto AK-57 y se capturaron 15 militantes.
En sus entrevistas Semen Semenchenko subrayó varias veces, que batallón “Donbás” se creó gracias a las inversiones benéficas de voluntarios y activistas. El Batallón no recibió fondos de Kolomoiskyi. Según Semenchenko, él y sus asociados recibieron las primeras armas, después de haber atacado el "traumático" bloque de postes controlado por terroristas el 1 de mayo. Más tarde, antes de la inclusión de la Guardia Nacional, el batallón tiene artillería de armas ligeras, grandas de mano RGD y fusiles de francotirador.
La Administración pública de la provincia de Dnipropetrovsk apoyó al comandante de batallón “Donbás” Semen Semenchenko, cuando acudió a la misma para pedir ayuda. Esto fue notificado a “Obozrevatel” por el adjunto de gobernador de la provincia de Dnipropetrovsk Borys Filatov. “Semen vino a nuestra oficina de la calle y nos dijo: “Buenos días” y le apoyamos”, — nos contó. “Me acuerdo cuando tuvo sólo 60 personas – casi desnudas, descalzas, desarmadas, y las primeras armas las iba consiguiendo mediante los ataques de noche a los puestos de bloqueo”, — continuó el adjunto de jefe de la Administración pública.
El 15 de mayo de 2014, Semenchenko, encabezando el batallón, liberó la estación de policía del distrito de la milicia en Velyka Novosilka de los terroristas policiales leales. Después de eso, el jefe del departamento de distrito fue reemplazado y el personal fue traído al juramento reiterado a Ucrania. La bandera de Ucrania se levantó sobre el edificio del consejo del distrito. Posteriormente, alrededor de las 21:00, se recibió información sobre el movimiento hacia Velyka Novosilka de 30 vehículos de militantes del llamado batallón "Vostok", pero esta batalla no tuvo lugar. Después de un breve tiroteo, después de haber recibido varios heridos leves, "Este" se retiró.
El 22 de mayo de 2014 los combatientes del batallón tomaron los edificios administrativos del distrito de Volodarsk, la bandera de la República Popular de Donetsk se retiró de las instalaciones del consejo de distrito y se colgó la bandera de Ucrania.
El 23 de mayo de 2014 por la mañana, el batallón se metió en la emboscada de los terroristas rusos en la población de Karlivka del distrito de Marinsky. Parte de los combatientes lograron escapar y llegar al puesto de bloqueo del ejército ucraniano cerca de la ciudad de Krasnoarmiysk. Murieron 5 personas. Como resultado de las peleas, casi la mitad de los combatientes recibieron heridas de varios grados de gravedad. Al menos 15 terroristas fueron asesinados durante la batalla. El Batallón "Donbás" ha perdido cinco combatientes, siete resultaron heridos.
Los medios de comunicación rusos una vez más difundieron información falsa de que los representantes del partido político "Pravyi Séktor" supuestamente atacaron el bloqueo de los terroristas. Sin embargo, la información falsa de los medios rusos fue nuevamente negada.
A finales de mayo, la base de la primera compañía de “Donbás”, que se amplió significativamente, se formó el batallón de operaciones especiales de soldados de reserva de Guardia Nacional de Ucrania encabezado por Semenchenko, que obtuvo el grado del capitán de reserva de Guardia Nacional de Ucrania.

### En el cuerpo de Guardia Nacional

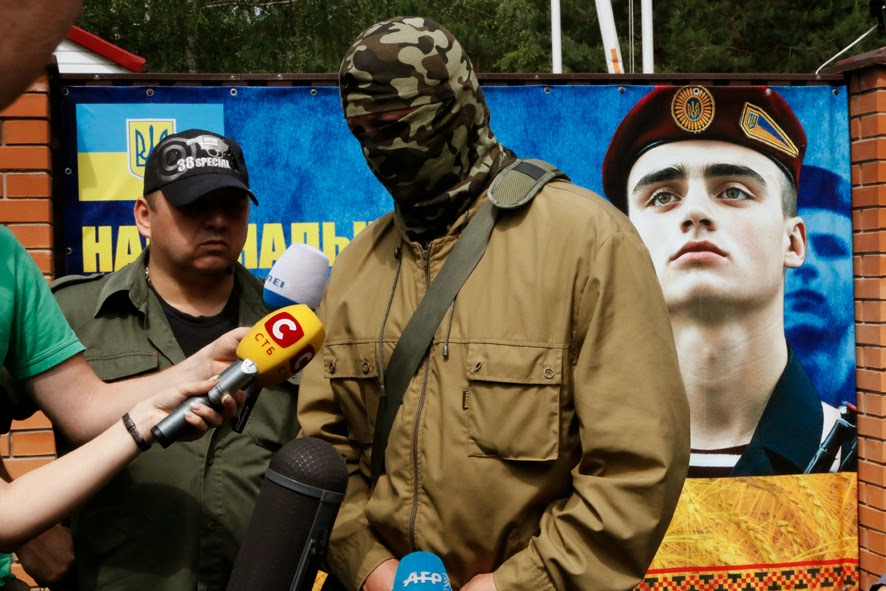
Semenchenko calls to join the National Guard of Ukraine

A principios de junio de 2014 el batallón nuevo de reserva de Guardia Nacional de Ucrania hizo entrenamientos y concordancia de combate en el polígono de Guardia Nacional de Ucrania al lado de la población Novi Petrivtsi, distrito de Výshgorod, provincia de Kiev. De 630 combatientes de "Donbás" fueron reclutados 460 guardias; el resto se unió a las filas del 24 Batallón de Defensa Territorial "Aidar" de las Fuerzas Armadas de Ucrania.
El 29 de junio, Semenchenko llegó a Kiev con la demanda de cesar el alto al fuego y entrar en estado militar. Encabezó una manifestación bajo la Administración del Presidente y actuó en el escenario de Maidán.

### Julio de 2014
El de julio de 2014, los combatientes de Batallón, encabezados por Semenchenko dentro de la plantilla de las fuerzas de la operación antiterrorista participaron en la liberación de la ciudad de Mykolayivka de la provincia de Donetsk de los terroristas.
El 5 de julio de 2014, una compañía de exploración del batallón, encabezada por Semenchenko, participó en la liberación de los terroristas de la ciudad de Kostiantýnivka de la provincia de Donetsk.
El 6 de julio de 2014, los combatientes del batallón, encabezados por Semenchenko, junto con otras unidades de la operación antiterrorista, lucharon en la aldea de Kárlivka cerca de Donetsk para detectar las posiciones focales de terroristas. Como resultado de la operación, los terroristas fueron destruidos por la artillería de gran calibre y estaciones de bomberos "Grad"; los terroristas del llamado batallón “Séver” también sufrieron las pérdidas y dejaron sus posiciones cerca del aeropuerto de Donetsk.
Los combatientes del batallón, encabezados por Semenchenko, ubicados en Artemivsk, estaban tomando medidas activas para liberar la ciudad de los terroristas, se estaban detectando ataques nocturnos de militantes, se estaban construyendo vehículos de posguerra dentro y fuera de la ciudad y se estaban preparando operaciones para la liberación del territorio. Las unidades del batallón proporcionaban patrullas de los alrededores de Artemivsk y Gorlivka.
El 8 de julio de 2014 en la zona de realización de la operación antiterrorista en la provincia de Donetsk llegó otra compañía del batallón “Donbás”.
El 8 de julio de 2014, en YouTube se publicó un video, de como Semen Semenchenko y el líder de “Pravyi Sector” Dmytró Yárosh tuvieron un encuentro en la pobl. Kurájove de la provincia de Donetsk. Fue el primer encuentro de dos comandantes, que compartieron públicamente sus opiniones acerca del curso de la operación antiterrorista, el papel de oligarcas en la política ucraniana, los medios de comunicación rusos y los planes para el futuro. Semen Semenchenko dijo: “Estoy a favor de que el papel de los oligarcas en el país disminuya. Deben ser personas ricas, pagar impuestos y no meterse en la política”.
El 11 de julio de 2014, el grupo de exploración de batallón “Donbás”, bajo el mando de Semen Semenchenko, cerca de Artemivsk, entró en una lucha con terroristas que rodeaban el puesto de control. Durante la batalla, 1 automóvil fue destruido, 2 batallones resultaron heridos, 7 murieron y varios resultaron heridos. Como resultado de la batalla, la posición de los terroristas fue destruida y se vieron obligados a retirarse. Al final de la lucha, los combatientes del batallón "Donbás" realizaron la liberación del territorio durante el cual se descubrió la base de terroristas y se incautó una cantidad considerable de armas.
El 18 de julio de 2014, los combatientes del batallón, encabezados por Semen Semenchenko realizaron el combate con los terroristas de la ciudad de Popasna. En la batalla 2 combatientes fallecieron, 6 recibieron heridas, pero de la parte de terroristas murieron 7 personas.
El 19 de julio de 2014, en la próxima batalla por Popasna, el batallón encabezado por Semen Semenchenko destruyó 4 puestos de bloqueo de terroristas, aproximadamente 40 terroristas fueron matados y 6 capturados. A su vez, el batallón “Donbás” perdió a dos combatientes, 5 resultaron heridos, 1 soldado desapareció.
El 21 de julio de 2014, en el curso de una operación militar con unidades de las Fuerzas Armadas, batallones "Donbás" encabezados por Semen Semenchenko y "Dnipró-2", se liberó la población de Pisky. Los combatientes del batallón fueron tomados prisioneros de 4 terroristas-gastadores armados con explosivo del llamado "ejército ortodoxo ruso". Durante la operación, el batallón "Donbás" no sufrió pérdidas. En el futuro, el área reforzada de terroristas cerca de la población de Netaylove fue destruida y una región de fortalecimiento fue parcialmente destruida en los suburbios de Donetsk.
El 22 de julio de 2014, los combatientes del batallón supervisados por Semenchenko, liberaron de terroritas y conquistaron la ciudad de Popasna. En la batalla se destruyeron más de 100 terroristas de la República Popular de Luhank, no había pérdidas de parte de batallón.
El 24 de julio de 2014, batallón “Donbás” encabezado por Semenchenko junto con otras subdivisiones de la operación antiterrorista liberó de los terroristas la ciudad de Lysychansk y comenzó a patrullar las calles, suministrando alimenticios y agua a la población local.
El 26 de julio de 2014 batallón “Donbás” junto con las subdivisiones de las Fuerzas Armadas y Guardia Nacional lanzaron el asalto de Pervomaysk, en el área donde se concentran fuerzas significativas de terroristas armados con las instalaciones de Grad, sistemas de defensa aérea portátil y vehículos blindados.
El mismo día, los soldados del batallón supervisado por Semenchenko atacaron el almacén del batallón "Prizrak", que estaba ubicado en la fábrica de vidrio de Lysychansk. Dos unidades de vehículos blindados, armas de misiles antiaéreos, sistemas de defensa aérea portátil, morteros, armas pequeñas, una gran cantidad de automóviles, tanques de gasolina y diésel, una gran cantidad de conjuntos de ropa militar con signos terroristas, más de 800 cajas de ayuda humanitaria, pasaportes rusos y una base de datos electrónica de militantes con datos personales y fotos.
El 29 de julio el diputado popular Oleksandr Bryhynets informó, que el comandante del destacamento de voluntarios "Donbás" Semen Semenchenko fue nombrado como responsable de Artemivsk. Más tarde resultó que este mensaje era erróneo.

### Agosto de 2014
El 10 de agosto de 2014, las Fuerzas Armadas de Ucrania con la participación de los combatientes de batallón “Donbás”, “Azov”, “Shakhtarsk”, “Pravyi Séktor” iniciaron la operación de liberación de Ilovaisk y la liquidación de la zona fortificada de terroristas.
El 14 de agosto, los combatientes del batallón durante la búsqueda de la iglesia del Patriarcado de Moscú en Sloviansk encontraron un arsenal de municiones. Según los representantes del batallón: "El sacerdote no abandona el bocado por tercer día, por lo que no pude aportar pruebas claras al respecto. Vamos a curarle”.
El 18 de agosto de 2014 los combatientes del batallón supervisados por Semenchenko superando muchas dificultades entraron en Ilovaisk y arrojaron a terroristas desde una parte de la ciudad. La parte oriental de Ilovaisk se tomó bajo control, se organizó un barrido, durante el cual se destruyeron 3 carteles y 4 puntos terroristas. El 19 de agosto por la mañana, la mayor parte del territorio de la ciudad estaba bajo el control de la operación antiterrorista.
A las 22 horas el 19 de agosto, después de una batalla difícil el batallón sufrió pérdidas en las afueras de Ilovaisk y se vio obligado a retirarse de la batalla. Cuatro combatientes del batallón, entre los que el esposo de la periodista Mekhailyna Skoryk Serhii, fallecieron de las bolas de francotiradores.
El 19 de agosto, durante la liberación de Ilovaisk Semen Semenchenko, al estar en las primeras filas, fue herido y operado en Dnipropetrovsk.
Serhii Ryzhenko, el médico de cabecera del Hispital Méchnykov de la provincia de Dnipropetrovsk dijo: “Encontró a los médicos con palabras duras y dijo que teníamos una hora para operarle y devolver al frente”. Nuestros cirujanos sacan fragmentos, uno que perfora el omóplato y se atasca en el borde, y dos fragmentos están en el músculo". Durante el tratamiento de Semen Semenchenko, el comando del batallón "Donbás" se transfirió a otros oficiales de la unidad, es decir, al teniente coronel Viacheslav Vlasenko llamado también "Filin".

### Diciembre de 2014
El 14 de diciembre de 2014, los combatientes del batallón “Donbás” junto con Semen Semenchenko apoyaron la operación de bloqueo de “recursos humanitarios” de Rinat Ajmétov y la lucha contra el movimiento ilegal de bienes de contrabando. El alcohol y los productos del tabaco que se exportaban al territorio ocupado se encontraban en vehículos de ayuda humanitaria. Semen Semenchenko puso un ultimátum al paso de estos dudosos bienes "humanitarios":

"A partir de mañana el batallón “Donbás” aumentará la zona de captura de “cargos transportados ilegalmente”, implementará los puestos de bloqueo móviles en la provincia de Luhansk. Apoyamos la iniciativa de nuestros compañeros del regimiento “Dnipro”, que bloqueó el acceso a innumerables columnas de los camiones en la provincia de Donetsk. ¡Vais a beber, fumar y disfrutar de vuestros coches después de cumplir con vuestras promesas de cautivos, estimados terroristas! En este momento, el batallón llevó a cabo un servicio de combate en la provincia de Luhansk, cerca del pueblo de Myrna Dolyna.".

### Enero de 2015
El 11 de enero de 2015, aproximadamente una centena de combatientes del batallón “Donbás” se dirigieron al edificio del Ministerio del Interior, en la calle Bohomoltsia en Kiev, con la demanda de enviarlos a la zona de la operación antiterrorista. El comandante del batallón Donbás Semen Semenchenko fue a reunirse con el ministro de asuntos internos de Ucrania, Arsén Avákov, en la oficina del Ministerio Interior.
El 13 de enero de 2015, la segunda compañía de asalto del batallón “Donbas” se dirigió a la zona de la operación antiterrorista en la provincia de Luhansk.
El 27 de enero de 2015, la primera compañía del batallón “Donbás” regresó anticipadamente a la zona de la operación antiterrorista para prestar ayuda a sus compañeros.
El 30 de enero, Semen Semenchenko junto con una parte de batallón “Donbás” de acuerdo con el orden llegó a las posiciones de la dirección militar de Vuhlehirska-Debaltseve para el cumplimiento de tareas militares.
El 31 de enero de 2015 en el curso de operación de liberación de Vuhlehirska y el desbloqueo de batallón “Svitiaz”, Semenchenko recibió graves contusiones y fracturas de las costillas, por lo que fue trasladado al hospital de Mechnikov.

### Febrero de 2015
El 1 de febrero de 2015, B. Filátov informó, que aparte de la conmoción cerebral, Semenchenko tiene lesiones de pulmones y fracturas. Según otros datos, el diagnóstico fue "traumatismo craneoencefálico cerrado, conmoción cerebral, lesión torácica cerrada, lesión del tórax, lesión de la columna lumbar, traumatismo abdominal cerrado".
El 9 de febrero de 2015, iniciaron las batallas en la población de Lohvynove de la provincia de Luhansk (entre Vuhlehirskyi y Debaltseve). El Batallón “Donbás” mantuvo la posición dignamente.
El 12 de febrero, el Batallón “Donbás” junto con grupos de dirección militar tomó el asalto a Lohvynove, que tenía un significado estratégico para Ucrania. Los combatientes del batallón “Donbas” lograron capturar a 15 terroristas.
El 18 de febrero, Semen Semenchenko informó, que la situación en Lohvynove se complicó:

"Los terroristas han ocupado nuestras posiciones. El batallón “Donbás” junto con partes de las Fuerzas Armadas y la Guardia Nacional comenzaron a exportar a los heridos y muertos durante la operación.".

### Marzo de 2015
A partir de mediados de febrero, los combatientes del batallón “Donbás” ocuparon posiciones en las direcciones de Luhansk y Mariúpol (asentamiento Shyrókine). El 17 de marzo de 2015, la tercera compañía de exploración del Batallón “Donbás” fue a la vanguardia de Shyrokine.

### Junio de 2015
El 15 de junio de 2015, Semen Semenchenko junto con los veteranos de batallón “Donbás” revisaron los puntos de control en la provincia de Luhansk. En el curso de la inspección, se detectaron infracciones graves de la ley, en particular, el contrabando de madera. Durante los meses de mayo a julio de 2015 en Mariupol se celebraron mítines contra la llamada desmilitarización de Mariupol, que signifcaría la retirada total de los militares de la primera línea de defensa en Shyrokine en el marco de Protocolos de Minsk. El primer comandante del batallón Donbás, Diputado Popular de Ucrania, Semen Semenchenko, llegó a la ciudad. Él apoyó las demandas de la campaña y también se opuso a la desmilitarización. La desmilitarización no se llevó a cabo, pero a finales de julio de 2015, el batallón “Donbás” todavía estaba retirado de la alternancia en las posiciones delanteras de Shyrokino. En lugar de las unidades de voluntarios “Donbás” y “Azov”, que echaron a los ocupantes de Shyrókino y de febrero a junio de 2015 mantuvieron las posiciones, designaron una unidad del Ejército de las Fuerzas Armadas.

## Fuerzas de Defensa de Ucrania
Después de un asalto riguroso por los nombramientos especiales del campamento en Hrushevskyi, que tuvo lugar con numerosas violaciones de los derechos humanos y las leyes de Ucrania, los veteranos de los batallones voluntarios y la Organización cívica "Movimiento de Liberación" comenzaron a crear una asociación civil-militar llamada Fuerzas de Defensa de Ucrania. Semen Semenchenko, como primer comandante del batallón “Donbás” y su fundador, actuó como uno de los fundadores de la nueva organización.
La primera parte de las Fuerzas de Defensa de Ucrania incluyó activistas de la Organización cívica “Movimiento de Liberación", veteranos y voluntarios y tropas regulares, civiles.
Hasta la fecha, la asociación militar-civil cuenta con 1.200 miembros.

## Familia
Semenchenko está casado con Natalia Oléhivna Moskovets y tiene tres hijos; Durante mucho tiempo, ocultó su cara y sus datos personales para proteger a la familia y los familiares que se encontraban en Crimea y en Donetsk, ocupados por la Federación Rusa. Por lo tanto, en público, Semenchenko siempre aparecía vestido con un pasamontañas, que ocultaba toda la cara, excepto los ojos. Como explicó Semenchenko:

"Esto se debió al hecho de que tenía parientes cercanos en dos regiones ocupadas por Putin, en Donetsk y Crimea. Y ahora mis últimos parientes han sido evacuados. Por cierto, no todos ellos, lamentablemente, apoyan a Ucrania, desafortunadamente también sigue siendo una guerra civil.".